# Vezir
Vezir je naziv za visokog dužnosnika, a koristio se od razdoblja antike pa pa sve do kraja postojanja Osmanskog carstva.
Egiptologija u prevođenju naslova "tjati" koristi izraz "vezir". Služba s tim nazivom postoji u Egiptu još od vremena Starog kraljevstva. Riječ je o prvom i vrhovnom službeniku koji je bio drugi čovjek u kraljevstvu, odmah iza faraona.
Riječ vodi porijeklo od perzijske riječi wasir. Naslov je uveden u vrijeme kada je perzijskim carstvom vladala dinastija Abasida. Uz naslov najčešće su se vezivali velika moć i autoritet.
Veziri su bili pomoćnici ali često i zastupnici kalifa, što bi se moglo usporediti s današnjim savjetnicima za sigurnost i ministrima a dolazili su iz kaste pisara. Ta se kasta sastojala uglavnom od Perzijanaca. U ime kalifa vodili su svjetovne poslove i sudstvo i time dopunjavali pravorijek koji je bio reguliran islamom. 
U Osmanskom carstvu je veliki vezir bio drugi čovjek u državi. Naslov "veliki vezir" ukinut je dokidanjem vladavine sultana u Turskoj 1922. i zamijenjen naslovom predsjednika vlade.
U Iranu i Afganistanu riječ znači ministar pa se prema tome i danas koristi u svakodnevnom govoru.